# Połoz lamparci
Połoz lamparci, połoz leopardowy (Zamenis situla) – gatunek węża z rodziny połozowatych (Colubridae).

## Wygląd
Długość – 1 m. Charakterystyczne cętkowane ubarwienie, któremu wąż zawdzięcza swą nazwę.

## Występowanie
Południowa i południowo-wschodnia Europa (południowe Włochy wraz z Sycylią, Malta, Bałkany, greckie wyspy, w tym Kreta, Półwysep Krymski), zachodnia Turcja, raz stwierdzony na Cyprze. Gatunek zazwyczaj pospolity, we Włoszech zwykle rzadki.